# 張繼陶
張繼陶（1931年—），出生於湖南省長沙市洞井舖。臺灣陶藝家，40歲一脚踏入陶藝領域，傾全力投入釉藥的研究、探索、實驗，最後開發出具獨特性的釉色。2015年獲頒工藝成就獎。

## 生平

#### 習陶與創業
張繼陶1931年生於湖南長沙，從小成長於農村的耕讀之家。1948年在國共內戰期間，因緣際會隨孫立人將軍的軍隊來到了臺灣，成了流亡學生，後來通過考試進了兵工學校，最後從軍官外語學校畢，1971年退伍。後因跟友人一起投資陶藝工廠，結識陶藝大老林葆家，便跟隨林葆家從基礎開始學習陶藝，自此進入陶藝的世界。1976年，張繼陶成為林葆家的助手，以45歲的年紀開始他的陶藝生涯。後因家庭經濟考量，便在新店自立門戶創立工作室。初期經營工作室非常的辛苦，幸得林葆家老師在物質上以及家人在精神上的支持，方得以兼顧家庭與工作。

#### 教學傳承
1978年，張繼陶參加了林葆家在國立臺灣美術館舉辦的「陶林陶藝」師生作品聯展，他的陶藝作品初試啼聲即展露頭角，展覽期間認識了顏水龍，經顏老師的推薦而到實踐家專擔任陶藝老師，直到家專改制為學院後退休，期間有13年左右。1982到1993年中山科學研究院從事陶藝教學工作。1980年代正逢臺灣社會經濟能力與審美需求同時精進的階段，張繼陶參與了幾項重要的展覽，因應社會需求展現出個人陶藝的風貌，例如1983年在「陶棚舍」展出的陶版晝展覽展現在生活陶藝的特殊風格，建立陶藝界的影響力。
1990年代，因張繼陶對傳統技術掌握精熟，並獲得當時市場的認同，只要推出新展就會得到媒體的報導與肯定，引起陶藝工作者跟隨。另如在1992年《工商時報》的報導提到：「國內收藏陶藝品的風氣漸盛，與本土陶藝家自傳統中創出自己的風格有關，中青代陶藝家在收藏市場上的行情逐漸提高，如張繼陶作品著重在釉色及坯體型製，又呈現自然、樸實的風格，收藏市場的新秀。」
1996年，張繼陶學以林葆家老師的手抄筆記和徐氏基金會出版的教科書為教材，免費上課，學生十幾人，分別是：曾雙春、王元祥、詹文森、曾玉珮、陳伯安、蘇正立、吳明儀、蔡俊偉（桃園新興工商陶瓷科）、徐水源（紫砂壺、桃園新興工商陶瓷科）、胡木松（桃園新興工商陶瓷科）、王琮民、孫忠傑（安達窯）、林文祥（富貴陶園）等人，這批學生後來也各自發展出個人的陶藝釉藥表現特色。
自2007年開始在當地小學美勞課進行陶藝教育及推廣，2015年於三峽工作室開設「繼陶居」私人美術館，持續續投入釉藥研究。

## 作品及風格
張繼陶走現代陶藝路線，專精釉藥的研究，以《紫鈞釉》與《美人醉》為主。釉藥「美人醉」，多層次不易燒製，綠色隱約含藏在鮮紅或是水紅色釉之間。另外對鈞窯釉藥的研究與製作的表現亦突出，鈞窯本身的釉色變化多端，張繼陶作品透過藍紫與紅霞相互交融，更另人著迷。
張繼陶鑽研製陶細節與釉藥的使用，採就地取材的方式，進行釉藥的研發，經過長時間的努力，重現「美人醉」的絕美釉色，驚豔國內外，相關領域的藝術專業人士還爭相來訪學習。他吸取了中國古銅紅繁雜釉系中的精隨，並創用以含鐵量的陶體做柸，改變了古釉的氣質，研創具時代風貌的新銅紅，使作品更樸拙、溫暖、雄渾。1999年張繼陶擔任中華陶藝協會理事長，帶著46位臺灣陶藝家共79件作品，前往北京，在中國歷史博物館舉辦「中華陶藝兩岸交流展」。當時引起兩岸的重視與大量的報導，也為他在陶藝發展的貢獻上增添一次分享的美名。2014年張繼陶捐贈99件作品入藏湖南省博物館。

## 獎項及榮譽
- 1989年獲中華民國陶業學會頒發「陶藝貢獻獎」[10]。
- 2004年榮獲文建會評選「國家經典陶藝作者」
- 2005年獲教育部「美術教育貢獻獎」[5][11]。
- 2011年獲「中華民國建國一百年百大藝術家」[5]。
- 2015年獲得文化部頒發「工藝成就獎」[1][5][4][8][12]。

## 作品典藏
- 《多彩罐》國立歷史博物館館藏（館藏編號80-00011）[13]
- 《流泉》新北市立鶯歌陶瓷博物館典藏(登錄號:A-2000-11-117) [14]
- 《當代風華》高雄市立美術館典藏(登錄號:02290)[15]
- 《春池》國立臺灣工藝研究發展中心典藏(館藏編號:201602003)，瓷土、美人醉釉藥。
- 《羊蹄甲(紫荊花)》國立臺灣工藝研究發展中心典藏(館藏編號: 201602005)，陶土、裂紋釉[16]。
- 《平安旺福》國立臺灣工藝研究發展中心典藏(館藏編號: 201602002)，形似蘋果，熟料陶土，銅釉。
- 《美人醉》國立臺灣工藝研究發展中心典藏(館藏編號: 201602004)，瓷土，美人醉釉[17]。